# Carpenter
Carpenter je priimek več znanih oseb:
- Charisma Carpenter (*1970), ameriška igralka
- Ed Carpenter (umetnik)
- Ed Carpenter, ameriški dirkač
- Edward Carpenter, socialistični pesnik, antolog in zgodnji aktivist za pravice homoseksualcev
- Eddie Carpenter (1890—1963), ameriški hokejist
- John Carpenter (*1948), ameriški režiser
- John Alden Carpenter (1876—1951), ameriški skladatelj
- Karen Carpenter (1950—1983), ameriška pevka
- Leonard Carpenter, ameriški veslač
- Malcolm Scott Carpenter (*1925), ameriški astronavt
- Mary Chapin Carpenter (*1958), ameriška kantri glasbenica
- Richard Carpenter (*1946), ameriški pevec
- Thelma Carpenter (1922—1997), ameriška glasbenica
- William Benjamin Carpenter (1813—1885), angleški biolog